# Conquista ostrogoda de Italia
La conquista ostrogoda de Italia fue un conflicto armado librado entre 489 y 493 que enfrentó a los ejércitos de Odoacro, rey de los hérulos y autoproclamado rey de Italia, y las fuerzas invasoras del monarca Teodorico de los ostrogodos. La guerra finalizó con la victoria del segundo, contribuyendo a la separación de Italia del Imperio Romano de Oriente y llevando a la formación del reino ostrogodo de Italia (oficialmente Regnum Italiae). Este reino romano-bárbaro sobrevivió hasta el año 553, al final de la guerra gótica, cuando los últimos godos fueron derrotados por el Imperio de Oriente de Justiniano, del que Italia pasó a ser una nueva provincia. Los bizantinos, al igual que los ostrogodos, no pudieron imponer su poder de forma permanente debido a la llegada de un nuevo pueblo invasor, los lombardos.

## Antecedentes

### Amelungos
En los Balcanes había dos grupos de «godos balcánicos» u ostrogodos, una división causada por la invasión de Atila décadas antes, los «godos panonios» y los «godos tracios». Después de la victoria en Nedao, en 454, sobre los hijos del difunto Atila, el rey Ardarico de los gépidos se apoderó del corazón del imperio de su imperio: la gran llanura húngara. Los «godos panonios» eran gobernados por la dinastía de los amelungos y lucharon por los perdedores, teniendo que elegir entre huir a las estepas de los sármatas o buscar refugio en el Imperio romano de Oriente. Optaron por lo segundo, convirtiéndose en foederati que sirvieron como un cordon sanitaire en la zona del río Sava, protegiendo Dalmacia y Mesia Superior. En 455 recibieron el dominio de Panonia. El regnum que establecieron no estaba «unido», sino que se dividía en tres «subreinos» para Teodomiro y sus cuñados Videmiro y Valamiro, con este último como rey, motivo por el que fueron apodados valameriaci. Supuestamente tenían hasta 18 000 guerreros pero carecían de sistema de cobro de impuestos eficiente, lo que llevó a que la economía de Panonia se arruinara, volviéndolos dependientes de los subsidios, consueta dona, que les enviaban desde Constantinopla, lo que garantizaba la debilidad de dicho Estado, especialmente al sumarse las constantes guerras con sus vecinos. Los «godos tracios», encabezados por Triario, lucharon por el lado vencedor y también se volvieron foederati, estableciéndose en Tracia y Mesia Inferior, siendo llamados mesiogodos. A fines de esa década murió y fue sucedido por su hijo Teodorico Estrabón.
Durante el reinado de León I (457-474), los mesiogodos fueron ganando cada vez más influencia en comparación a los amelungos, a quienes les cancelaron los subsidios, desencadenando una rebelión. Un nuevo tratado garantizó una paz estable en 459-460. Después de esto, los amelungos se enfrentaron a los hunos de Dengizik y al Magister militum Ricimero de Occidente. En 469 los mesiogodos apoyaron una incursión de los hunos a Tracia, lo que no impidió que cuatro años después su líder, Estrabón, fuera considerado «rey sobre todos los godos» por Constantinopla y se volviera un firme aliado de los emperadores. Su nombramiento como rex fue similar al de Odoacro años después, una forma de legitimar su gobierno como general en jefe de un pueblo federado al Imperio, alcanzando una dignidad regia y a la vez reconociendo la soberanía de Constantinopla.
En cambio, en 469, los amelungos, algunos gépidos y los rugios vencieron en Bolia a una gran coalición bárbara encabezada por el rey Hunimundo de los suevos, y que incluía a hérulos, esciros y sármatas, y era apoyada indirectamente por los romanos. En 470 Teodomiro aprovechó para atacar a los suevos y forzarlos a huir con los alamanes, mientras los que quedaron en sus tierras fueron sometidos por los lombardos. Otro grupo, procedente del Danubio, se unió al emperador Antemio, pero fueron vencidos por los visigodos instalados en la Galia en 471. Sin embargo, la victoria sólo generó conflictos internos entre los ostrogodos, que ya se habían vuelto un poder que empezó a ser temido en Constantinopla.

### Teodorico el Grande

Mapa de Europa Occidental hacia 476.

La presencia de los visigodos puso nerviosos a los rugios, pueblo instalado en Nórico bajo el mando del rey Flaciteo. Después de su victoria sobre los suevos, los amelungos controlaban todas las vías que llevaban a la península itálica, por lo que Flaciteo decidió casarse con la princesa amelunga Giso. Al mismo tiempo, 469-470, volvió con su gente el príncipe Flavio Teodorico, hijo de Teodomiro, y reclamó como herencia una porción de los territorios de su tío político Valamiro mientras su padre sucedía a su cuñado como rey. Poco después, 470-471, Teodorico cruzó el Danubio y venció en Singidunum (Belgrado) al rey Babai de los sármatas instalados en el Tisza, que anteriormente había expandido sus dominios en territorio romano oriental. Poco después, forzaba a la ciudad a rendirse y ganaba legitimidad como señor al conservarla. En 473 los amelungos abandonaron Panonia, Teodomiro se dirigió a Balcanes y Videmiro a Italia. Este último murió poco después y su hijo de igual nombre le juró lealtad al emperador occidental Glicerio, siendo enviado con sus seguidores a enfrentar a los visigodos e instalándose en Limosín. Videmiro probablemente abandonó Panonia después del Teodomiro y sólo porque era incapaz de sostenerla con sus fieles. Teodomiro se dirigió a Mesia Superior sin oposición, quizás el emperador León ordenó a romanos y aliados sármatas no luchar. Según Wolfram, la emigración de Panonia es similar a la de Alarico I al abandonar Tracia. En ambos casos, los foederati abandonar el territorio fronterizo que debían defender y se adentraron en el imperium. La diferencia es que el visigodo concentró a todos los miembros de su tribu que pudo, y los amelungos se dividieron. Estrabón prefirió retirarse a Tracia y rebelarse contra León, forzándolo a reconocerlo como rey y pagarle un subsidio anual de 2000 piezas de oro. Con esto, Estrabón decidió hacerle la guerra a Teodomiro, quien tenía menos guerreros y estaban peor armados, para imponer su autoridad como jefe supremo de los godos.
Teodomiro evitó dar batalla campal y se refugió en Naissus (Niš), donde invernó en 473-474. Su hijo Teodorico dirigió una expedición a través de Kosovo y el valle del río Vardar hasta Larisa. Tomó Castrum Herculis (clisura de Kurvingra), Ulpiana (Lipljan), Stobi (Gradsko) y Heraclea (Bitola). El éxito animó a Teodomiro a marchar contra Salónica pero falló en tomarla, aunque consiguió un tratado de paz favorable en 474. Se cedieron las civitates macedonias de Europos, Kyrrhos, Pella, Beroea, Methone, Pydna y Dium, tierras ricas en cultivos y que controlaban la vía Egnatia. Kyrrhos se volvió la capital un breve reino federado. Ahí Teodomiro instaló una asamblea de nobles godos donde aseguró la sucesión pacífica en su hijo y murió poco después.
El mismo año, León murió y fue sucedido por Zenón, Teodorico empezó a mover a su gente a Mesia Inferior, creando un reino con capital en Novae (Svishtov). En 476, Zenón animó a los amalungos a hacerle la guerra a los mesiogodos; era más confiable un reino federado ubicado en la frontera del Danubio que Estrabón, quien ya se había rebelado y estaba cerca de Constantinopla. Le cedió a Teodorico el título de patricio y un subsidio anual, lo que le volvía económicamente dependiente de la voluntad imperial, pues los ostrogodos eran pésimos administrando todo territorio bajo su mando. Estrabón envió una embajada en 477, solicitaba la paz y acusaba a los amalungos de conspirar contra el Imperio, pero fue rechazado, pues se sabía que negociaba con la oposición al emperador. En 478 los amalungos avanzaron hasta Marcianópolis (Devna), donde exigieron al emperador jurar no aliarse con Estrabón. Como respuesta, Zenón les cortó los subsidios, forzando a los ostrogodos a prepararse a marchar al sur pero en el monte Sondis (entre Provadija y Ajtos) se encontró con Estrabón bloqueando su paso. Ninguno quiso atacar, aunque deseaban reinar a los ostrogodos ambos sabían que cada baja los debilitaba, beneficiando solamente al emperador. Ambos jefes godos decidieron negociar, garantizando una tregua aunque Estrabón intentó reconciliarse con el emperador, quien prefirió a Teodorico e intentó comprarlo con la promesa de un nuevo subsidio y la mano de una princesa imperial, siempre siguiendo su política de divide y vencerás. Teodorico se negó y empezó la guerra contra Zenón.
Teodorico se alejó de Constantinopla siguiendo las montañas Ródope, saqueando Tracia a placer, pero dando a Zenón la oportunidad de pactar con Estrabón, a quien se le dio el mando de dos unidades de palacio, se le concedió el título de comandante en jefe y se rehabilitaron en sus puestos a sus parientes. Viéndose en desventaja, Teodorico se retiró al valle del Vardar y capturó Stobi, masacrando la población en venganza por la traición. Luego, el emperador inicio conversaciones de paz y logró que los amalungos se quedaran en Heraclea, les ofreció un subsidio y establecerlos como foederati en Pautalia (Kiustendil), entre Ilirico y Tracia. Sin embargo, el plan imperial fracasó porque Teodorico aprovechó el tiempo para contactar con Sidimundo, un rico guerrero y terrateniente ostrogodo que vivía en Dyrrhachium (Durrës), pertenecía a la familia de los amelungos y había ayudado a la facción anti-Zenón. Años antes, en búsqueda de refugio se retiró a Epiro, convenciendo a la población y la guarnición de 2000 soldados de evacuar la ciudad. Sidimundo invitó a Teodorico a unírsele, quien exigió a los habitantes de Heraclea provisiones para el viaje, pero estos se negaron y se refugiaron en la ciudadela. En venganza, los ostrogodos quemaron la urbe. Los amelungos marcharon en tres columnas mandadas por Teodorico, su hermano Teodimundo y su lugarteniente Soas. Atravesaron el paso Diavat y llegaron a Lynchnidus (Ohrid), ciudad con defensas demasiado fuerte como para tomarla así que siguieron hasta las cercanías de Dyrrhachium.
Los romanos en la zona estaban dirigidos por el general Sabiniano Magno y el patricio Adamantio, el primero con deseaba atacar y el segundo negociar si los godos entregaban rehenes. Teodorico intentó negociar e incluso Soas se ofreció como rehén, pero como el general se negó a ofrecer garantías las conversaciones se cancelaron. Esto llevó al patricio a ocupar la ciudadela de Dyrrhachium con 200 hombres y así reinició las negociaciones con ventaja. Adamantio mencionó todos los favores que Zenón le hizo a los godos y que jamás aceptaría su asentamiento en Epiro, mientras que Teodorico la traición del año anterior al favorecer a Estrabón y se ofreció a ayudar a Julio Nepote contra Odoacro. Finalmente, los ostrogodos aceptaron instalarse en la infértil tierra de Pautalia durante el invierno de 479-480 y enviar embajadas a la capital. Con el paso de los meses las negociaciones fracasaron y la facción romana más belicista se impuso. Adamantio hizo todo lo posible para mantener a los godos lejos de las costas del mar Adriático, pues los romanos temían que los amalungos construyeran una flota y amenazaran las comunicaciones con Occidente. Sabiniano reunió un contingente de bucelarios y se dedicó a atacar a los godos en cada oportunidad que tenía. Teodorico se mantuvo todo 480 a la defensiva para minimizar sus bajas hasta que en 481 el general romano fue asesinado víctima de una intriga interna.

### Unificación de los ostrogodos
Mientras Teodorico se refugiaba en Epiro en 479, Estrabón era capaz de organizar una poderosa hueste de 30 000 guerreros. Zenón le pagó a los búlgaros para que lo atacaran en 480, pero rápidamente fueron vencidos y los mesiogodos marcharon contra Constantinopla. Su plan era cruzar el Bósforo para invadir Bitinia, pero problemas con sus propios hombres le impidió capitalizar su victoria. Mientras acampaba en Stabulum Diomedis (cerca de Filipos) intentó domar un caballo y cayó sobre una lanza, muriendo empalado. Estrabón había rivalizado con los amalungos por ser rey de los ostrogodos durante una década, manteniéndolos a raya. Sin su fortuita muerte, es probable que Teodorico jamás llegara a tener la brillante carrera que logró.
Libre de su principal enemigo, Teodorico reinició su guerra contra Zenón, forzándolo a renombrarlo jefe de los ostrogodos en 483 y de asignarle la Dacia Ripensis y parte de Mesia Inferior. El amalungo se instaló en Novae donde permaneció tranquilo hasta tener que marchar a la capital imperial a asumir como cónsul, donde fue recibido con honores. El hijo de Estrabón, Recitaco, había hecho matar a sus dos tíos para asegurar la sucesión. Sin embargo, pronto perdió la lealtad de su ejército ante Teodorico. En 484 fue asesinado por el cónsul Teodorico en Constantinopla. La relación fue buena hasta que Zenón quiso reemplazarlo con Hermanarico, primo de Estrabón, lo que desató una nueva guerra en 486, cuando el amalungo volvió a la frontera y desde ahí atacó Tracia. El emperador llamó a los búlgaros pero nuevamente fueron vencidos. En 487 los ostrogodos bloquearon la capital, se apoderaron de distritos suburbanos y cortaron el suministro de agua, fue entonces que el emperador envió a la princesa Amalafrida a negociar, convenciendo a su hermano de retirarse a Novae, aunque saqueando toda Tracia en el camino.

### Odoacro

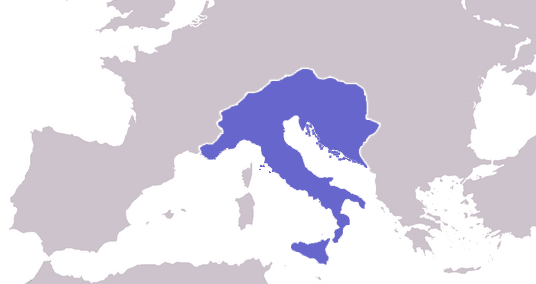
Posesiones de Odoacro en 488

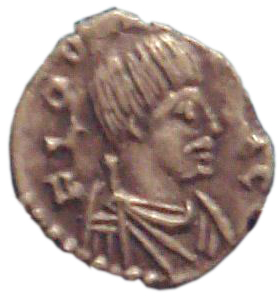
Moneda de 477 con la imagen de Odoacro.

En la derrota de Bolia murió el rey Edica de los esciros. Uno de sus hijos, Ornulfo, entró al servicio de Constantinopla, mientras que el otro, Flavio Odoacro, marchó a Italia. A este último le seguía un numeroso ejército de esciros, hérulos, rugios y turcilingos. En 476 depuso al último emperador romano occidental, Rómulo Augusto, y se proclamó rey de Italia. Mantuvo la administración a cargo de los romanos y mostró cierta deferencia al soberano nominal, Zenón. Probablemente, su intención era seguir los pasos de Estilicón, Ricimero y Orestes, nobles de origen germánico que fueron los gobernantes de facto en Occidente y que usaron de pantalla a emperadores títeres. La diferencia es que Odoacro deseaba prescindir de tal títere, al menos en el oeste. Sin embargo, expropió a los nobles locales de un tercio de sus tierras para premiar a sus guerreros. En 479, Ornulfo, quien había servido a Zenón hasta alcanzar altos cargos militares, cayó en desgracia y huyó a Italia con su hermano.
Odoacro fue visto como el legítimo soberano de Italia y sucesor de Rómulo Augusto, pero también como un líder cuyas acciones estaban inspiradas por el Diablo. Aunque los testimonios de la época que pintan tan lúgubre panorama son obra de autores deseosos de crear un contraste entre Odoacro (negativo) y Teodorico (positivo). Sin embargo, desde el principio tuvo problemas con Constantinopla, pues para los romanos orientales Rómulo era un usurpador y el emperador legítimo estaba exiliado por vivo en Dalmacia, Julio Nepote, aunque Zenón le había dado poquísimo apoyo militar. Desde un punto de vista legal, para Constantinopla Odoacro sólo era un patricio al servicio del emperador Nepote, motivo por el que le nombraron con tal rango pero le exigieron ser leal a su soberano. Sin embargo, la muerte del emperador occidental en 480 volvió la relación entre Roma y Constantinopla más frágil.
En 486 envió una gran expedición a la cuenca del Danubio, derrotando y capturando al rey de los rugios, Feleteo, y su esposa, Giso. A ambos los hizo traer a Rávena, donde los ejecutó. Sólo consiguió escapar su hijo, el príncipe Federico. El reino de los rugios llegaba a su fin. El príncipe intento regresar a su país, posiblemente en 487, pero Ornulfo fue enviado con un ejército que lo obligó a huir con los ostrogodos; los habitantes de la región fueron deportados a Italia. Su destrucción permitió a los lombardos ocupar la Baja Austria.

## Fuerzas enfrentadas

### Ostrogodos

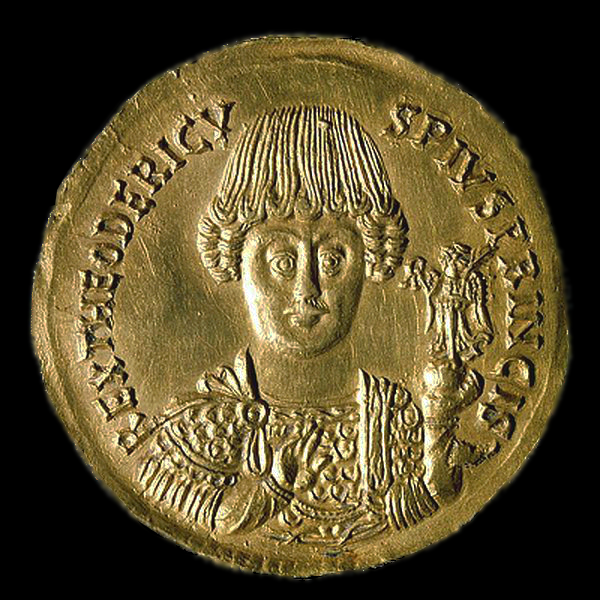
Moneda con la imagen de Teodorico.

El ejército de Teodorico se componía de distintos grupos godos, tanto amalungos como mesiogodos, e incluso invitó a los godos de Crimea, pero rechazaron su oferta. La horda y el reino que acabaron creando era poliétnico, incluyendo grupos no godos como rugios, vándalos, alanos, hérulos, sármatas, taifalos, gépidos y alamanes. Además, habían romanos que eran «godos de corazón» y los habitantes de la ciudad de Breonum en el actual Tirol. La mezcla de todos estos generó un proceso de etnogénesis que desembocó en los ostrogodos.
La marea humana que traía Teodorico sumaba unos 20 000 guerreros según autores modernos como los alemanes Herwig Wolfram y Wolfgang Giese o el inglés Simon MacDowall. El historiador alemán Rudolf Köpke analiza esa cifra y cree que debieron ser el doble para poder conquistar Italia. El historiador británico Peter Heather inicialmente creía que eran entre 10 000 y 20 000 combatientes, aunque en una obra posterior cree que Teodorico inicialmente tenía unos 10 000 guerreros y después de sumar los guerreros del difunto Estrabón pasaron a 20 000. De ese modo, reconoce que eran más de 10 000 y la estimación más probable es de 20 000. Su colega y compatriota, Mark Humphries, cree que la fuerza invasora pudo llegar a 25 000 efectivos como mucho. Thomas Hodgkin los eleva aún más, a 40 000 combatientes. El cronista bizantino Procopio de Cesarea en su Historia de las guerras, describe que los ostrogodos podían armar ejércitos de campaña de 150 000 hombres, principalmente jinetes, durante la guerra gótica. También que poseían 200 000 guerreros en total. Los alemanes Reinhold Pallmann y Felix Dahn asumen como correctos los números aportados por Procopio y los usa de base para sus estimaciones. El profesor austriaco Roland Steinacher afirma que en la Antigüedad tardía ningún ejército de campaña podía pasar los treinta mil hombres, viendo como perfectamente posible que el ejército ostrogodo fuera de 15 000 a 20 000 plazas, cifra que el profesor considera necesaria para dominar la península. MacDowall recuerda que Teodorico mandaba 6000 guerreros en su ataque contra el rey de Babai de los sármatas. En cambio, Estrabón tenía 13 000 pues el emperador Zenón le ofreció pagar y alimentar a esos guerreros para luchar en su nombre. Aunque probablemente tuviera más, pues ese fue un grupo selecto que el emperador pacto mantener.
Respecto a los rugios, Heather cree que al haber sido vencidos por los hérulos su fuerza militar debía ser la típica de una tribu danubiana de la época, igual o ligeramente inferior a los hérulos. Steinacher los considera una potencia media del Danubio, aunque más débiles que sus rivales, debían tener entre 5000 y 10 000 combatientes.
Heather, Wolfram y Steinacher creen representaban un pueblo en migración de 100 000 personas, es decir, los combatientes y 80 000 mujeres, niños, ancianos, enfermos y esclavos. Hodgkin los eleva a 200 000 bocas que alimentar. En cambio, Köpke considera que el número de veinte mil guerreros equivale a una masa de 60 000 germanos en migración, pero la considera demasiado baja, así que eleva el número hasta igualar a Hodgkin. Dahn cree que eran 250 000 seres humanos. Pallmann cree que debían ser 300 000 ostrogodos y 40 000 a 50 000 rugios. De hecho, el obispo Enodio de Pavía los describe como «innumerables como la arena y las estrellas». En cambio, otros creen que eran un ejército acompañado por un alto número de no combatientes, algo común en la época, destacando en esa posición el estadounidense Thomas S. Burns, quien habla de 20 000 guerreros seguidos por un número mucho menor de civiles, 15 000 a 20 000 familiares, es decir, un total de 40 000 personas.
El historiador finlandés Ilkka Syvänne menciona que «La sugerencia usual es que consistía en 20 000-30 000 guerreros y sus familias, pero incluso una cifra tan pequeña como 10 000 ha sido sugerida». En su opinión, esas estimaciones son muy minimalistas y para conquista Italia, Teodorico requería un ejército mucho mayor. Para él, incluso Hodgkin da números muy bajos. Asume como correctas las afirmaciones de Procopio, pero considera que después de un período de 50 años la población había crecido, así que estima que los ostrogodos debían tener 150 000 guerreros al entrar en Italia, haciendo bastante realista el cálculo de Pallmann.

### Hérulos
En cuanto a las fuerzas de Odoacro, Syvänne cree que debieron ser 100 000 hombres disponibles. Sin embargo, Heather indica que a mediados del siglo VI los hérulos que vivían en el Danubio podían movilizar 5000 guerreros. En 511 los hérulos se habían dividido entre los que habían emigrado a territorio romano y los que se quedaron en el Danubio, probablemente con una población similar según indican los contingentes que aportaron a favor o contra los romanos según las crónicas. Debido a esto, Heather calcula que debían ser entre 5000 a 10 000 guerreros y más de 20 000 no combatientes antes de su cisma.
Respecto a los gépidos, se ha estimado que pudieron movilizar 5000 a 10 000 guerreros, principalmente a caballo, durante la batalla de los Campos Cataláunicos décadas antes.

## Guerra

### Causas

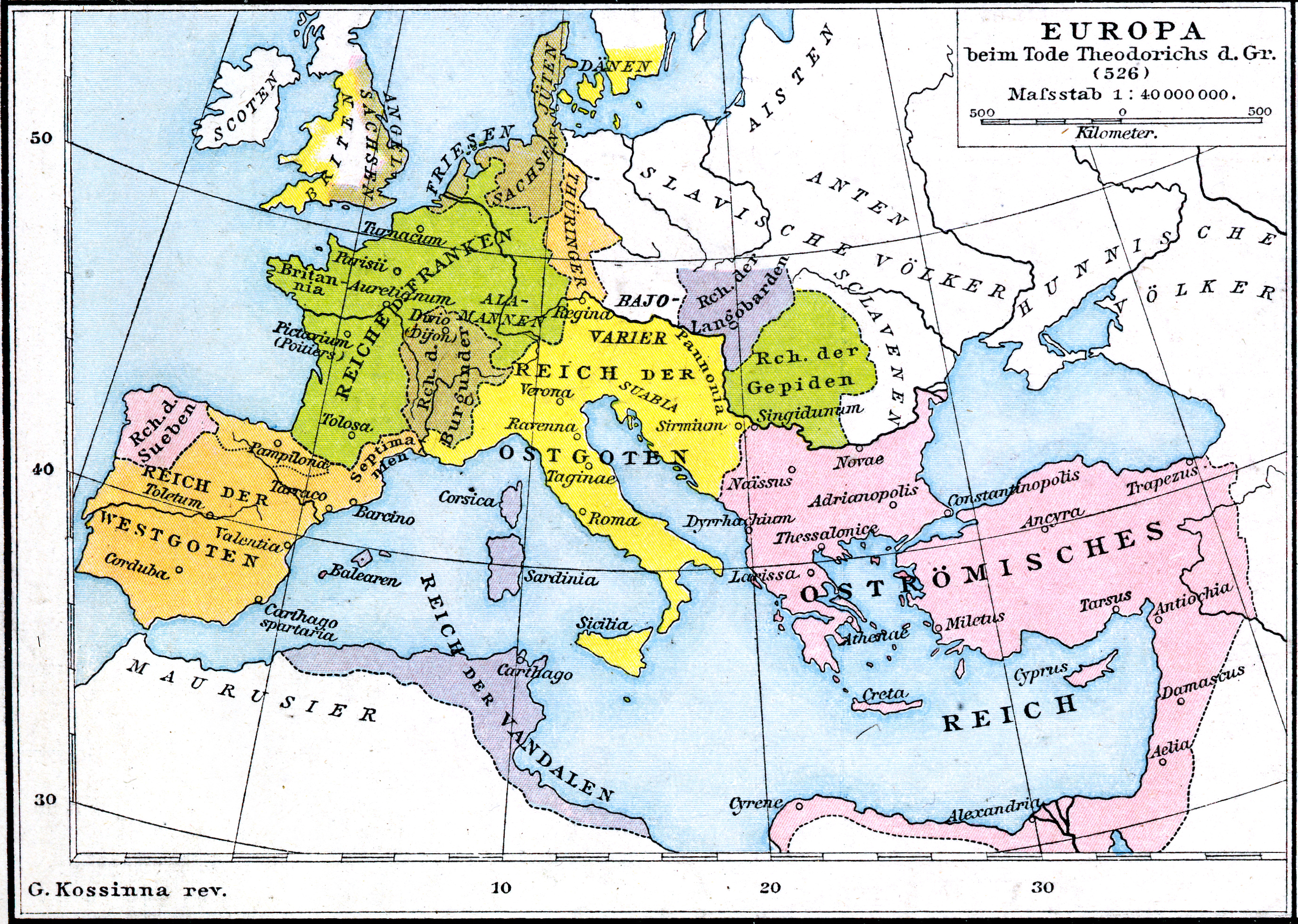
Mapa de Europa en 526, cuando murió Teodorico el Grande.

Según Wolfram, entre los motivos principales de la migración ostrogoda estaba el deseo de Teodorico de no repetir el error de Estrabón, quien había luchado durante más de una década contra el Imperio, llegando a ser una amenaza para Zenón al final de su vida pero, a largo plazo, ningún ostrogodo sería un rival para el Imperio. Por eso prefirió poner tierra de por medio y alejarse lo más posible de Constantinopla. Al marchar a Italia a enfrentar a Odoacro también se convertía en un aliado de Zenón, lo que impedía al emperador hacer algo en su contra por el momento. Para esto, pudo usar como justificante el violento conflicto entre hérulos y rugios, mostrándose tanto como un mediador que buscaba traer la paz como un liberador de los romanos itálicos. Además, desde la muerte del emperador occidental, las relaciones entre Odoacro y Zenón era frágiles. Probablemente el emperador oriental estuvo de acuerdo en apoyar la partida de los godos, deshaciéndose de un enemigo en Italia y alejando a otro de su capital. De hecho, el amelungo era recibido como un representante del emperador. Posiblemente tampoco deseaba depender de los subsidios imperiales, pues sabía que su pobre desarrollo económico les volvía fácilmente títeres del emperador.

### Inicio de la marcha
En 488 Teodorico reunió a todos los miembros de su pueblo que pudo, amalungos y mesiogodos. También se les unió en Novae un pequeño séquito de rugios fieles al príncipe Frederico. Los ostrogodos esperaron a después de la cosecha para partir, para no tener que saquear tierras imperiales para vivir y siguieron las calzadas hasta Sirmium (Sremska Mitrovica), en tierras que eran de los gépidos desde 474. Cerca de la moderna Vukovar, donde el Vuka se une al Danubio, los ostrogodos se encontraron a un ejército gépido bien atrincherado y al mando del rey Traustila (o Traspstila), quien se negó a dejarlos pasar, desconociéndose si porque era aliado de Odoacro o porque no confiaba en los godos. Los invasores debían estar pasando hambre y frío, desesperados, enviaron a su vanguardia, que cruzó sin dudar la zona pantanosa. El rey ostrogodo dirigió el asalto y capturó las trincheras como el tren de bagaje del enemigo. Teodorico esperó hasta la cosecha de 489 en tierras de la actual Eslovenia, luego siguió por Panonia a través de la meseta de Hrušica al valle del río Vipava. En el trayecto se les sumaron más rugios pero sufrieron ataques de los sármatas. Siguieron las aguas hasta Pons Sontii, un puente que cruzaba el Aesontius (Isonzo), donde se encontraron con el ejército de Odoacro dirigido por el rey hérulo en persona. El 28 de agosto, Teodorico cargó y forzó a su rival a huir, entrando en el «imperio de Italia», Italiae imperium. Las ciudades italianas tuvieron que elegir entre resistir, rendirse al invasor o permanecer neutrales y el dominio de Odoacro sobre el Véneto llegaba a su fin.

### En Italia
Los ostrogodos siguieron hasta Verona, donde fueron enfrentados por Odoacro. El 30 de septiembre Teodorico nuevamente lideró el ataque y posiblemente flanqueó a sus enemigos, demostrando su valor y habilidad militar. Los hérulos quedaron atrapados con el río Adigio a sus espaldas y no pudieron huir a Verona, sino que a Rávena. En cambio, los ostrogodos quedaron con la vía Postumia despejada. Capturó después Mediolanum (Milán), donde se les rindieron los líderes seculares y religiosos, incluyendo el Magister Militum Tufa con un gran número de guerreros; este último había sido nombrado en tal cargo por Odoacro recién en 1 de abril. Confiando en él, Teodorico lo envió a Rávena con un contingente de guerreros ostrogodos de élite, pero en el camino los traicionó y asesinó en Faenza. Algunos condes ostrogodos fueron capturados y llevados encadenados a Rávena, donde los ejecutaron. El golpe le privó al invasor de sus mejores combatientes. Esto permitió a Odoacro atacar Ticinum (Pavía), venciendo en las afueras de la ciudad a Teodomiro, forzándolo a huir dentro de sus murallas, donde le sometió a un asedio. Luego, ocupó Cremona y Milán, en esta última castigó a muchos dignatarios por su cambio de bando. A inicios del año siguiente, el rey hérulo viajó a Roma, donde proclamó a su hijo Thela como césar.
Durante aquellos momentos, en 489, ambos bandos mandaron cartas solicitando ayuda a los burgundios, quienes aprovecharon para saquear Liguria y tomar prisioneros, quienes fueron liberados tres años después, cuando Teodorico expulsó a los burgundios. Los vándalos también aprovecharon para invadir Sicilia pero en 491 sufrieron una derrota tan devastadora que firmaron un tratado en el que Odoacro dejaba de pagarles el tributo que había hecho.
En el verano de 490, Alarico II envió un ejército de visigodos a ayudar a sus parientes lejanos. Su proximidad forzó a Odoacro a abandonar el asedio y retirarse al río Adda, posiblemente cerca de Acerrae (Pizzighettone), donde pasaba el camino entre Cremona y Lodi. El 11 de agosto se dio otra batalla y los godos nuevamente triunfaron, muriendo en la batalla el comes domesticorum Pierio. La masacre fue importante para ambos bandos y los visigodos fueron claves para decantar la victoria para los invasores. Odoacro debió refugiarse en Rávena por segunda vez. En tanto, Tufa se apoderó de Trento, desde donde amenazaba a los godos con refuerzos enviados por su rey. También estalló una revuelta tribal en Pineta, cerca de Rávena, pues guerreros bárbaros aprovecharon el caos para saquear lo que querían. Teodorico también tenía sus problemas, entró en conflicto con el príncipe de los rugios, quien se retiró a proteger Ticinum pero pronto empezó a maltratar a los locales, dando una mala prensa a los ostrogodos. El 18 o 20 de agosto de 491, el rey ostrogodo intervino para imponer orden y Frederico fue enviado a enfrentar a Tufa, el segundo murió en una batalla entre ambos en el valle de Adige, entre Trento y Cremona, en 492 o 493. Hubo muchos miles de muertos y poco después Frederico desapareció de la historia.

### Final
Luego se produjo un largo asedio de Rávena, cuyas sólidas defensas hicieron fracasar todo intento de asalto y que por dos años fue abastecida por mar. En la noche del 9-10 de julio de 491 Odoacro hizo su última salida para romper el cerco pero fue vencido, pudiendo realizar este movimiento porque le acababan de llegar refuerzos de los hérulos del Danubio. El general Livila y los mejores guerreros hérulos murieron en la acción. En tanto, que los ostrogodos no pudieron bloquear por mar la ciudad hasta que consiguieron una flota en Ariminum (Rímini) y establecieron el bloqueo el 29 de agosto de 492. El 25 de febrero de 493, el obispo Juan de Rávena medio un tratado de paz mediante el cual Teodorico y Odoacro ocuparían la ciudad y reinarían sobre Italia en conjunto. A cambio, los ostrogodos rompieron su foedus con Constantinopla. El 5 de marzo los godos entraban en la ciudad.
El 15 de marzo Odoacro era asesinado por las propias manos de su corregente. La justificación fue el pasado asesinato del rey y la reina de los rugios y que el rey hérulo planeaba emboscar y matar a su rival. Teodorico se negó a darle un entierro cristiano y su viuda, Sunigilda, fue encerrada en una prisión donde la dejaron morir de hambre. Su hermano, Ornulfo, intentó refugiarse en una iglesia pero fue muerto por arqueros godos. Su hijo, Thela, logró huir a la Galia pero al intentar regresar a Italia fue eliminado. Muchos otros seguidores de Odoacro fueron rápidamente eliminados y sus familias atacadas. La nobleza romana que le había apoyado fue tratada mejor. Teodorico uso todo ese año para volver el ama indiscutible de la península, aunque el Imperio fue lento en reconocer su hegemonía.

## Consecuencias

Reino ostrogodo de Italia.

Después de su victoria en el Adda, el triunfo final de Teodorico se hizo casi seguro. Por eso Festo, vocero del Senado romano, estuvo dispuesto a ir a Constantinopla como enviado de los ostrogodos a fines de 490; otra embajada fue enviada a mediados de 492. Entre tanto, Zenón murió y fue sucedido por Anastasio I, quien se demoró en responder, tanto que Teodorico se coronó rey de Italia en marzo de 493 «sin permiso del nuevo emperador». Como resultado, la delegación romana en la capital oriental consiguió más para sí que para los amalungos, como que los cónsules de 495 fueran nobles romanos. Por su parte, Teodorico se negó a forzar al papa Gelasio I, quien estaba en disputa con el emperador, a abdicar. En 497 las relaciones empezaron a mejorar, lo que se demostró con la elección de cónsules de 498, siendo uno de origen romano, y envió las insignias imperiales como reconocimiento formal.
Para Heather, la conquista de Teodorico fue la culminación tanto de la migración goda hacia el sur, que había causado guerras con los romanos desde la crisis del siglo III, como de un proceso en que élites locales deseosas de conseguir su autonomía política se apoyaron en «grupos semi-forasteros», como ostrogodos y francos, para negociar el fin de su participación en la estructura administrativa imperial. La aristocracia de varias provincias venía negociando con grupos de bárbaros que habían entrado en el Imperio y tuvieron que ser aceptados como pueblos que vivían en territorio romano pero mantenían su identidad y poder militar propios, pero sólo después que habían logrado victorias militares que forzaron a los emperadores a aceptar tales situaciones, como sucedió con los visigodos en la guerra gótica o con alanos y vándalos en el cruce del Rin. A la vez, esto forzó a Roma a cederles territorios (a los visigodos el suroeste de la Galia y a los vándalos y alanos el Magreb), lo que debilitó las arcas imperiales, pues no podían cobrar impuestos en esas áreas. En consecuencia, se dificultaba el armar ejércitos o reemplazar las bajas, justo cuando se debían detener nuevas migraciones de bárbaros causadas por el nacimiento y colapso del poderío huno. Esta debilidad obligó a las élites provinciales a negociar por su cuenta con los recién llegados, comenzando en Britania y el noroeste de la Galia, lo que solidifica la posición de los bárbaros. Sin embargo, a pesar de ir perdiendo territorios lentamente y que Roma dejó de ser la capital (por Constantinopla en el Oriente y Augusta Treverorum, Mediolanum o Rávena en el Occidente, dependiendo del emperador), la idea de que todos esos territorios seguían siendo parte de un mismo Imperio se mantuvo.
Según Heather, eso indica la supervivencia una continuidad legal y cultura sin importar los cambios políticos, lo que sería usado por Justiniano como justificativo para intentar reconquistar el Oeste. Esa unidad cultural se diluyó con la transformación que vivieron los reinos creados por los bárbaros y que transformaron esos territorios en algo claramente diferente del mundo romano previo. La mitad oriental del Imperio mantuvo estructuras políticas y administrativas similares a las de la Antigüedad clásica hasta el siglo VII, cuando comenzó la expansión musulmana en que perdió la mayor parte de sus territorios. A partir de entonces, también sufrió un proceso similar de transformación que lo convirtió en un Estado diferente.
Los hérulos siguieron existiendo hasta su conquista y asimilación por los lombardos.

### Antigua
Se cita con números romanos los libros y con números indios los fragmentos, párrafos y capítulos.
- Conde Marcelino. Crónica. Digitalizado por Documenta Catholica Omnia. Basada en edición latina Jacques-Paul Migne, S. Prosperi Aquitani Opera Omnia: Idatii et Marcellini Comitis Chronica, París, 1861, pp. 917–948.
- Enodio de Pavía. Panegírico de Teodorico. Digitalizado por UOttawa. Basado en traducción latín-inglés por Barbara S. Haase, Ottawa: Universidad de Ottawa, 1991.
- Eugipio. Vida de San Severino. Digitalizado por Tertullian. Basado en traducción latín-inglés por George W. Robinson, Cambridge: Harvard University Press, 1914.
- Jordanes. Getica. Digitalizado por UCalgary. Basada en traducción latín-inglés por Charles C. Mierow, Universidad de Calgary, edición de J. Vanderspoel, 1997. Es un resumen de la obra Historia de los godos de Casiodoro, hoy perdida.
- Malco de Filadelfia. Byzantiaka (fragmentos). Basada en la edición griega de Roger C. Bockley, The Fragmentary Classicising Historians of the Later Roman Empire II: Eunapius, Olympiodorus, Priscus and Malchus, Liverpool: Francis Cairns, 1983.
- Procopio de Cesarea. Historia de las guerras. Libros V y VII. Digitalizado por UChicago. Basado en traducción griego-inglés por Henry Bronson Dewing, Nueva York: Putnam, Loeb Classical Library, volúmenes I y III, 1919 y 1928 respectivamente.

### Moderna
- Brunner, Karl & Brigitte Merta. Ethnogenese und Überlieferung: angewandte Methoden der Frühmittelalterforschung (en inglés). Múnich: Oldenbourg. ISBN 9783486648317.
- Burns, Thomas Samuel (1978a). «Calculating Ostrogothic Army and Population». Ancient World: A Scholarly Journal for the Study of Antiquity (1).
- Burns, Thomas Samuel (1978b). «Calculating Ostrogothic Population». Acta Antiqua Academiae Scientiarum Hungaricae (26).
- Dahn, Felix (1861). Die Könige der Germanen: Das Wesen des ältesten Königthums der germanischen Stämme u. seine Geschichte bis zur Auflösung des Karolingischen Reiches / 1 Die Zeit vor der Wanderung. Die Vandalen (en alemán). Múnich: Fleischmann.
- Giese, Wolfgang (2004). Die Goten (en alemán). Stuttgart: Kohlhammer. ISBN 3170176706.
- Halsall, Guy (2016). «The Ostrogothic Military».  En Arnold, Jonathan, Bjornlie, Shane & Sessa, Kristina, ed. A Companion to Ostrogothic Italy (en inglés). Leiden: Brill. pp. 173-196. ISBN 9789004315938.
- Heather, Peter J. (1991). Goths and Romans, 332-489 (en inglés). Oxford: Clarendon Press. ISBN 9780198202349.
- Heather, Peter J. (2006). La caída del Imperio romano. Barcelona: Crítica. Traducción inglés-español por Tomás Fernández Aúz y Beatriz Eguibar. ISBN 84-8432-710-8.
- Heather, Peter J. (2012). Empires and Barbarians: The Fall of Rome and the Birth of Europe. Oxford University Press. ISBN 9780199892266.
- Heather, Peter J. (2014). The Restoration of Rome. Barbarian Popes and Imperial Pretenders (en inglés). Londres: Oxford University Press. ISBN 9780199368518.
- Heather, Peter J. (2015). «The Huns and Barbarian Europe».  En Michael Maas, ed. The Cambridge Companion to the Age of Attila. Nueva York: Cambridge University Press. pp. 209-229. ISBN 9781107021754.
- Heather, Peter J (2018). Rome Resurgent: War and Empire in the Age of Justinian. Londres: Oxford University Press. ISBN 9780199362752.

- Humphries, Mark (2000). «Italy, A.D. 425-605».  En Averil Cameron, ed. Late Antiquity: Empire and Successors, A.D. 425-600. Tomo XIV de The Cambridge Ancient History (CAH). Cambridge: Cambridge University Press. pp. 525-551. ISBN 9780521325912.
- Kim, Hyun Jin (2013). The Huns, Rome and the Birth of Europe (en inglés). Cambridge: Cambridge University Press. ISBN 9781107009066.
- Köpke, Rudolf (1859). Die Anfänge des Königtums bei den Goten (en alemán). Berlín: Weidmann.
- MacDowall, Simon (2015). Catalaunian Fields AD 451 (en inglés). Oxford: Osprey Publishing. Ilustración de Peter Dennis. ISBN 9781472807441.
- MacDowall, Simon (2017). The Goths. Conquerors of the Roman Empire (en inglés). Barnsley: Pen & Sword. ISBN 978-1-47383-764-5.
- Pallmann, Reinhold (1863). Die Geschichte der Völkerwanderung nach den Quellen dargestellt (en alemán). Weimar: H. Böhlau.
- Ruchesi, Fernando Carlos (2015). Unidad y cohesión social en el ejército romano tardío. El caso de los bárbaros. Buenos Aires: Universidad de Buenos Aires.
- Steinacher, Roland. Rom und die Barbaren: Völker im Alpen- und Donauraum (300-600). Stuttgart: Kohlhammer Verlag. ISBN 9783170251694.
- Syvänne, Ilkka (2021). Military History of Late Rome 457–518. Yorkshire: Pen and Sword Military. ISBN 9781473895355.

- Datos: Q3687147